# Vinzenz Ferrerius von Bianchi

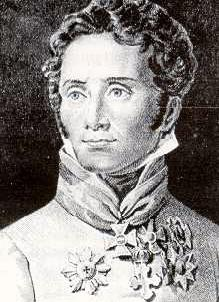
Vinzenz Ferrerius von Bianchi

Vinzenz Ferrerius Friedrich Freiherr von Bianchi (* 20. Februar 1768 in Wien; † 21. August 1855 in Sauerbrunn, heute Rogaška Slatina) war Herzog von Casalanza und österreichischer Feldmarschallleutnant.

## Herkunft
Seine Eltern waren der Professor der Experimentalphysik in Wien Jakob Franz von Bianchi (1732–1785) und dessen Ehefrau Anna Maria von Mayer († 1779).

## Leben

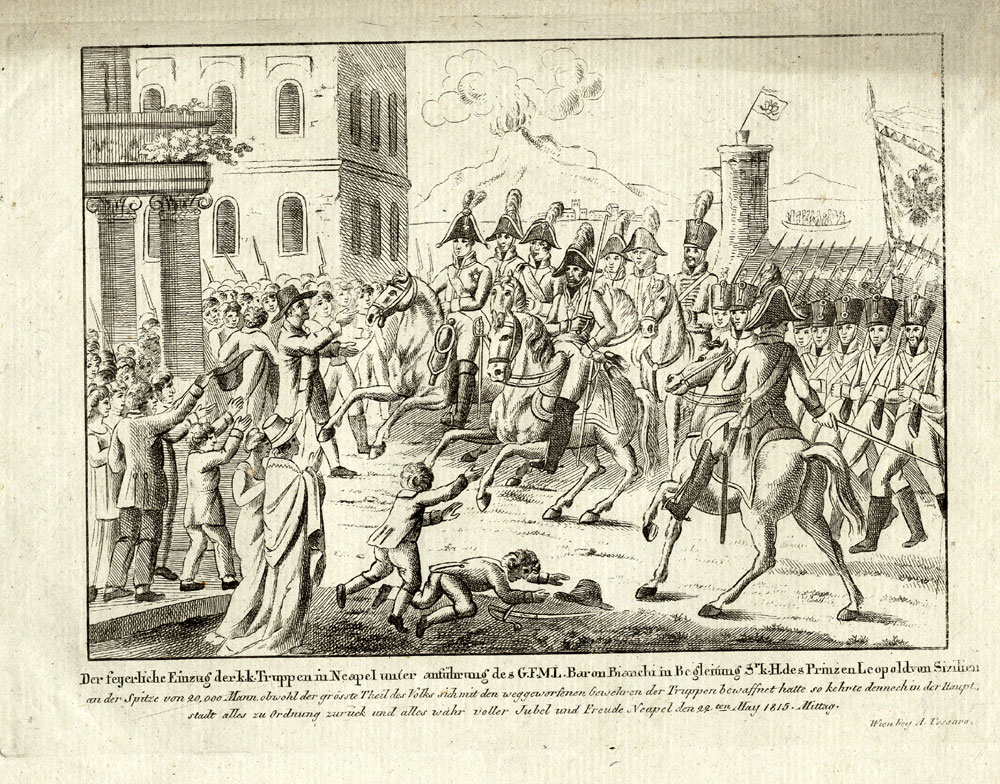
Einzug Bianchis in Neapel 1815

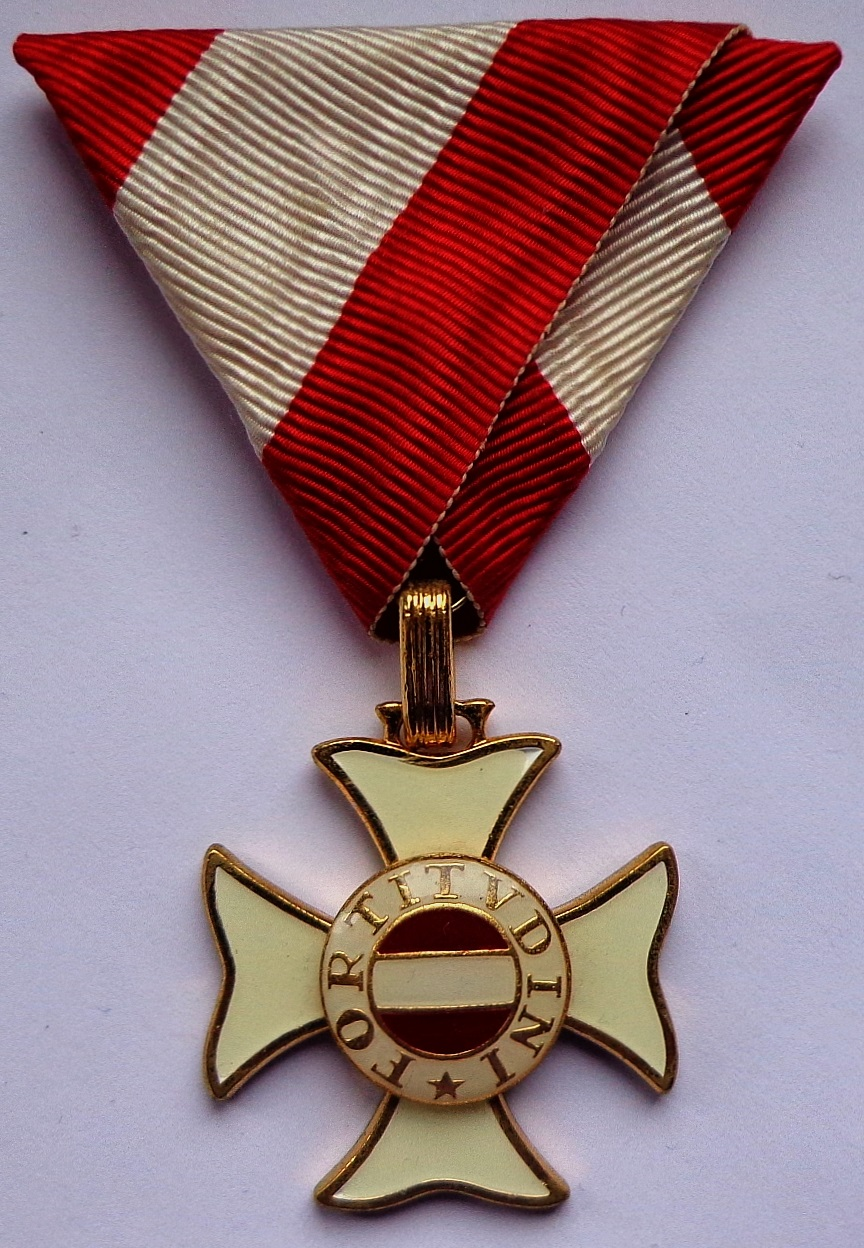
Ritterkreuz des Militär-Maria-Theresien-Ordens

Friedrich von Bianchi wurde auf der Ingenieurakademie ausgebildet und machte schon 1788 als Ingenieuroffizier den türkischen Feldzug mit. Bei der Belagerung von Novi zeichnete er sich am 21. September und 3. Oktober 1788 derartig aus, dass er zum Oberleutnant befördert wurde. Ebenso tapfer beteiligte er sich 1790 beim Sturme auf Berbir, wo er im Bericht des Feldzeugmeister Baron De Vins Erwähnung fand.
Nachdem er sich in den Feldzügen von 1792 bis 1797, namentlich in den Niederlanden und in Italien, ausgezeichnet hatte, wurde er im März 1800 zum Oberstleutnant befördert und wurde im Juni Kommandant des Infanterie-Regiments Nr. 48 „Baron Vukassovich“. 1804 stieg er zum Oberst auf und wurde mit dem Regimente nach Cattaro beordert, um einen dort ausgebrochenen Aufstand zu unterdrücken.
Beim Feldzug in Süddeutschland fungierte er 1805 als Generaladjutant des Erzherzogs Ferdinand und wurde zum Jahresbeginn 1807 zum Generalmajor befördert. Im Krieg von 1809 leistete er dem Generalissimus Erzherzog Karl an der Spitze einer Brigade in der Schlacht bei Aspern (21./22. Mai) und bei der Verteidigung des Pressburger Brückenkopfes (3. Juni) ausgezeichnete Dienste, wofür er am 14. Juni den Maria-Theresia-Orden erhielt. Im August 1809 zum Feldmarschalleutnant befördert, erhielt er nach dem Frieden den Posten des Generalinspektors in Ungarn und wurde 1811 zum Inhaber des Infanterie-Regiments Nr. 63 ernannt.
Von Juni bis Dezember 1812 machte er unter Feldmarschall Schwarzenberg den russischen Feldzug in Wolhynien mit. In den Befreiungskriegen zeichnete er sich 1813 als Divisionskommandant in der Schlacht um Dresden, der Schlacht bei Kulm und der Völkerschlacht bei Leipzig aus. Im Feldzugsjahr 1814 führte er im südlichen Frankreich den rechten Flügel der österreichischen Südarmee.
Während der Herrschaft der Hundert Tage 1815 gegen Murat nach Italien entsandt, schlug er diesen am 1. Mai 1815 in der Schlacht von Tolentino entscheidend, zersprengte das neapolitanische Heer vollends und zog am 22. Mai in Neapel ein. Von König Ferdinand IV. von Neapel zum Herzog von Casalanza erhoben, wurde er nach dem zweiten Pariser Frieden in den Hofkriegsrat berufen. 1824 pensioniert, lebte er auf seinem Landgut Mogliano bei Treviso, als die mailändische Revolution von 1848 ausbrach.
Obwohl er sich völlig neutral verhielt, wurde er doch auf Befehl der provisorischen Regierung nach Treviso gebracht und erst zwei Monate später durch die Ankunft der Österreicher wieder befreit. Er starb am 21. August 1855 in Sauerbrunn bei Rohitsch.

## Familie
Bianchi heiratete im Jahr 1807 in Bartfeld Katharina Liebetrau von Maixdorf (1780–1838), eine Tochter des 1778 nobilitierten kaiserlich-königlichen Hauptmanns Johann Baptist Liebetrau von Maixdorf. Das Paar hatte mehrere Kinder. Sein erster Sohn Ferdinand (* 1810) war k.k. Oberstleutnant und Erbe des Majorats Mogliano bei Treviso; er heiratete 1842 die Gräfin Anna Kinsky zu Wchiniz und Tettau (* 24. Juni 1815). Sein zweiter Sohn Friedrich (1812–1865) wurde Feldmarschalleutnant der kaiserlich-österreichischen Armee und heiratete 1838 die Gräfin Leonharda Beckers zu Westerstetten (* 1816).

## Rezeption

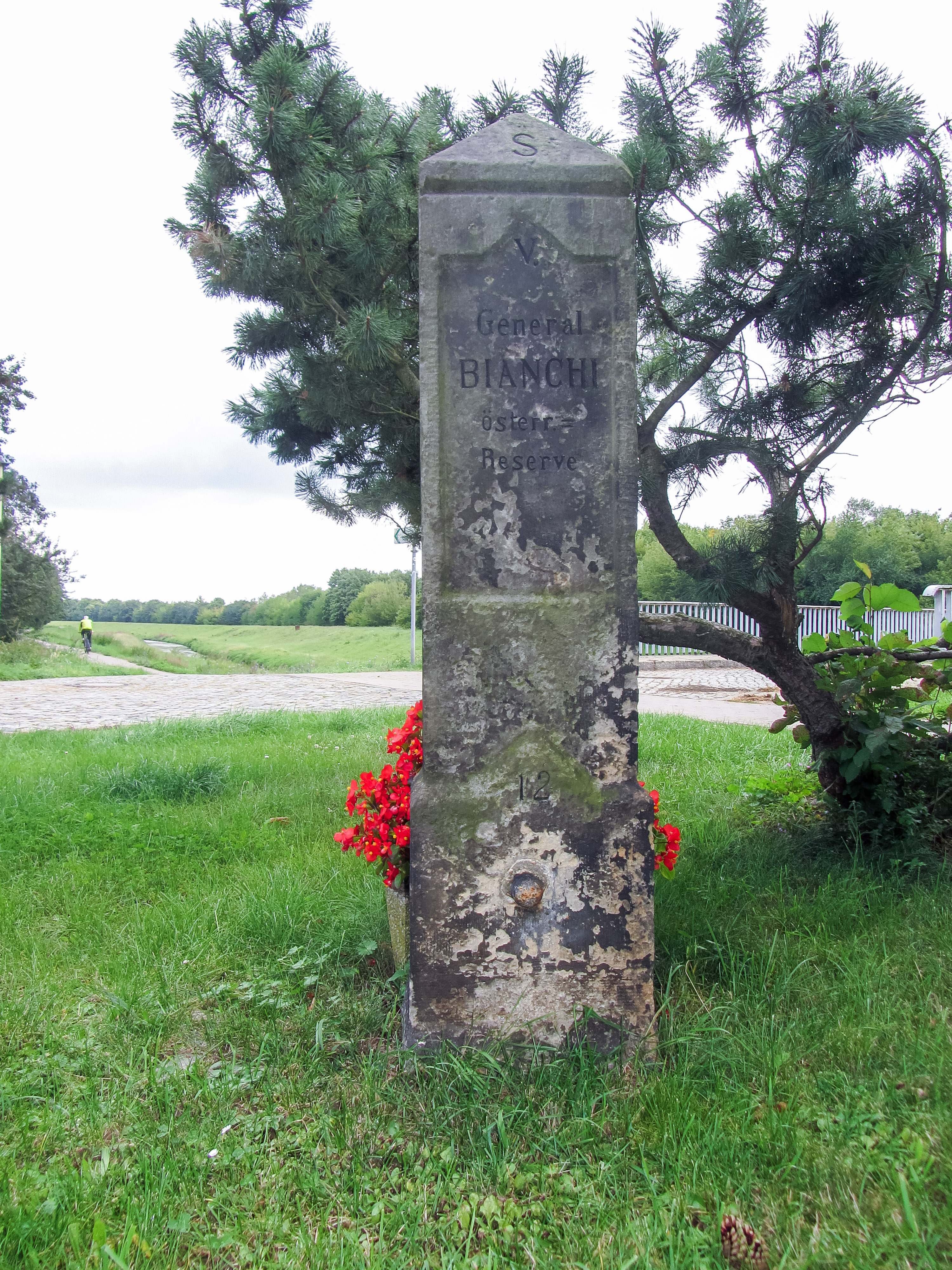
Apelstein Nr. XII.

Durch die kaiserliche Entschließung von Franz Joseph I. vom 28. Februar 1863 wurde Vinzenz Ferrerius von Bianchi in die Liste der „berühmtesten, zur immerwährenden Nacheiferung würdiger Kriegsfürsten und Feldherren Österreichs“ aufgenommen, zu deren Ehren und Andenken auch eine lebensgroße Statue in der Feldherrenhalle des damals neu errichteten k.k. Hofwaffenmuseums (heute: Heeresgeschichtliches Museum Wien) errichtet wurde. Die Statue wurde 1867 vom Bildhauer Thomas Seidan (1830–1890) aus Carrara-Marmor geschaffen, gewidmet wurde sie von den Nachkommen der Familie Bianchi.
In Leipzig wurde der Apelstein Nr. XII. zu seinen Ehren aufgebaut.